# U-20 (1936)
El submarino U 20, de la Kriegsmarine del Tipo IIB, fue botado en enero de 1936 y tuvo doce comandantes, de los cuales el más famoso fue el Kapitänleutnant Karl-Heinz Moehle, que realizó cinco patrullas con el U-20. Le fue concedida la Cruz de Hierro de Primera Clase por hundir consecutivamente al mando del U-123, el 23 de noviembre de 1940, cinco barcos del convoy enemigo OB-244, con un registro de 23 084 t. En ese mismo episodio, colisionó con restos hundidos y fue forzado a retornar a su base.
En septiembre de 1942 fue parcialmente desmontado, transportado en barcazas primero por el sistema de canales hasta Dresden, posteriormente por carretera hasta Ingolstadt y desde allí de nuevo en barcazas por el Danubio hasta el Mar Negro, donde fue vuelto a dar de alta en Galato, tras lo cual quedó asignado a la 30ª Unterseebootsflottille con sede en Constanza, en noviembre de 1942.
El 26 de junio de 1943, el U-20 fue atacado con cargas de profundidad en el Mar Negro por los escoltas de un convoy. A pesar de los daños, pudo retornar a la base por sus propios medios. Fue echado a pique por su tripulación el 10 de septiembre de 1944 cerca de la costa turca del Mar Negro, cerca de la ciudad de Karasu. 
El ranking del U-20 fue de 16 patrullas, con un total de 38 513 t hundidas (unas 103 941 t menos que su predecesor), dos buques con un total de 8846 t declarados «pérdida total» y un buque dañado de 1846 t (petrolero soviético Peredovik).